# Nevele
Nevele war eine belgische Gemeinde in der Region Flandern. Sie lag in der Provinz Ostflandern und gehörte zum Arrondissement Gent. Nevele hatte 12.179 Einwohner (Stand 1. Januar 2018) und eine Fläche von 51,89 km². Die Gemeinde entstand am 1. Januar 1977 durch den Zusammenschluss der Kerngemeinde mit fünf weiteren Ortsteilen zur neuen Großgemeinde. Zum 1. Januar 2019 wurde Nevele nach Deinze eingemeindet.
Der Ort Nevele wurde bereits im 9. Jahrhundert erstmals schriftlich als Niviala erwähnt. Allerdings liegt das Dokument nur in einer Kopie aus dem Jahre 941 vor.
Die Stadt Deinze lag fünf Kilometer südlich, Gent zwölf Kilometer östlich, Brügge 30 Kilometer nordwestlich und Brüssel 60 Kilometer südöstlich.
Nevele hat eine Autobahnabfahrt an der A10/E 40, weitere befinden sich südlich bei Deinze an der A14/E 17 sowie bei Gent.
An der Bahnstrecke Ostende–Brügge–Gent besaß die Gemeinde Nevele zwei Regionalbahnhöfe in den Ortsteilen Hansbeke und Merendree. In Deinze befindet sich ein weiterer Bahnhof von eher regionaler Bedeutung und in Gent der nächste Fernbahnhof mit internationalen Zugverbindungen wie unter anderem den Thalys.

## Töchter und Söhne der Gemeinde
- Willy Planckaert (* 1944), Radrennfahrer
- Walter Planckaert (* 1948), Sportlicher Leiter und Radrennfahrer
- Eddy Planckaert (* 1958), Radrennfahrer
- Kenny Hallaert (* 1981), Pokerspieler und -turnierdirektor

## Weblinks

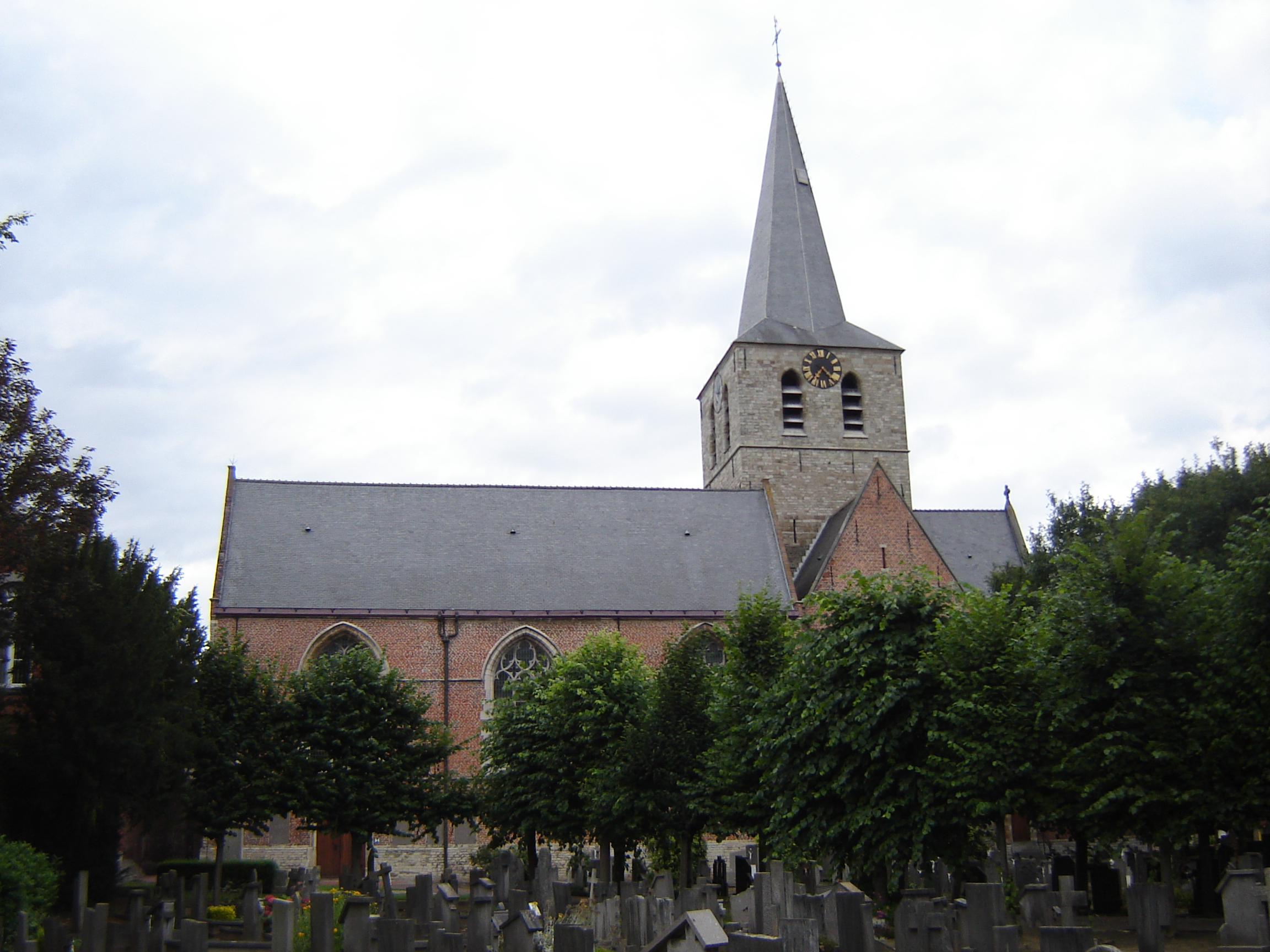
Die Sint-Mauritius en Gezellenkerk in Nevele